# Felix Camacho
Felix Perez Camacho, född 30 november 1957, är en amerikansk-guamsk politiker. Han var guvernör på Guam från 2003 till 2011.
Camacho föddes på den amerikanska militärbasen Camp Zama i Japan. Han studerade företagsekonomi vid Marquette University. Camacho är republikan.
Han är son till före detta guvernören Carlos Camacho.